# Керран Волтерс
Ке́рран Во́лтерс (англ. Curran Walters; 16 січня 1998) — американський кіноактор. Раніше він був моделлю для брендів одягу, таких як Tilly's, Lee Jeans і Brothers. Він почав свою екранну кар'єру з комерційних знімків для реклами телефонів Samsung Galaxy і спортивної відеогри NBA 2K15. Дебют акторської гри стався 2014 року в комедії «Рости вгору і вниз». Керран згодом став переважно телевізійним актором.

## Фільмографія
| Рік  |   | Українська назва             | Оригінальна назва       | Роль                 |
| ---- | - | ---------------------------- | ----------------------- | -------------------- |
| 2014 | ф | Рости вгору і вниз           | Growing Up and Down     | Чад                  |
| 2015 | с | Нова дівчина                 | New Girl                | Молодий Джейк Апекс  |
| 2016 | с | Гра мовчання                 | Game of Silence         | Молодий Джексон      |
| 2016 | с | Дівчина зустрічає світ       | Girl Meets World        | Еван                 |
| 2016 | с | Занадто близько до будинку   | Too Close to Home       | Мак                  |
| 2016 | ф | Жінки 20-го століття         | 20th Century Women      | Метт                 |
| 2018 | с | Просто немає слів            | Speechless              | Ксандер              |
| 2018 | с | Алекса та Кеті               | Alexa & Katie           | Габріель             |
| 2018 | с | Найкращі з найгірших вихідні | Best Worst Weekend Ever | Латка                |
| 2018 | с | Титани                       | Titans                  | Джейсон Тодд / Робін |
| 2018 | ф | Грати мертвим                | Playing Dead            | Лукас                |
| 2019 | с | Не відповідати               | Do Not Reply            | Ділан                |